# بيل دونكان
بيل دونكان (بالإنجليزية: Bill Duncan)‏ (14 مارس 1880 في المملكة المتحدة - ) هو لاعب كرة قدم أمريكي في مركز حراسة المرمى. لعب مع نادي سانت ميرين ونادي سلتيك ونادي أردريونيانز وبثلهام ستييل وFall River United ‏.